# Саат кула (Гостивар)
Саат кула (на турски: Ebu Bekir Paşa Saat Kulesi; на македонска литературна норма: Саат-кула) е часовниковата кула в град Гостивар, днес Северна Македония. Тя е един от трите културно-исторически паметника в Гостивар и се намира върху общинския герб и знаме.
Изградена е в 1728-1729 година от Исмаил ага, син на Хаджи Юсуф ага. Годината на изграждане на кулата и името на Исмаил ага се записани на османски турски език на каменна плоча, която се намира над желязната врата. Саат кула се намира в центъра на града, а до нея се намира Саат джамия (Саат Ебу Бекир паша джамия). В непосредствена близост до Саат кула се намират пощата, църквата „Света Богородица“ и градският площад.
Саат кула в Гостивар, заедно с тези в Скопие, Битоля и Прилеп, е сред най-оригиналните часовникови кули в Северна Македония. Кулата в Гостивар все още изпълнява функциите си и показва точно време. В 2010 година е реставрирана.